# Psi del Cranc
La designació Bayer Psi del Cranc (ψ Cnc, ψ Cancri) és compartida per dos sistemes estel·lars, separats per 0,34 ° al cel, a la constel·lació del Cranc: ψ¹ del Cranc i ψ² del Cranc, que sovint es coneix únicament com a ψ del Cranc.
- ψ¹ del Cranc
- ψ² del Cranc, el qual és sovint referit a només tan ψ del Cranc.